# IC 3380
IC 3380 је галаксија у сазвјежђу Береникина коса која се налази на листи објеката дубоког неба у Индекс каталогу.
Деклинација објекта је + 26° 40' 24" а ректасцензија 12h 28m 5,5s. Привидна величина (магнитуда) објекта IC 3380 износи 16,2 а фотографска магнитуда 17,2. IC 3380 је још познат и под ознакама NPM1G +26.0278, PGC 3089432.